# Lamkowo
Lamkowo (Duits: Groß Lemkendorf) is een plaats in het Poolse district  Olsztyński, woiwodschap Ermland-Mazurië. De plaats maakt deel uit van de gemeente Barczewo en telt 100 inwoners.